# لین چینی
لین چینی (انگلیسی: Lynne Cheney؛ زادهٔ ۱۴ اوت ۱۹۴۱) نویسنده، دانشور و مجری سابق تاک شوی آمریکایی است. او همسر دیک چینی ۴۶مین معاون رئیس جمهور آمریکا و بین سال‌های ۲۰۰۱ تا ۲۰۰۹ عهده‌دار سمت بانوی دوم ایالات متحده بوده‌است.
چینی پی اچ دی خود را در ادبیات قرن ۱۹م بریتانیا از دانشگاه ویسکانسین-مدیسن دریافت کرده است. او دو دختر به نام‌های لیز و مری دارد.
امی آدامز نقش وی را در فیلم معاون ۲۰۱۸ به تصویر کشید.